# Zhou Yanxin
Yanxin Zhou, née le 3 novembre 1990 en Chine, est une nageuse chinoise spécialisée dans la nage en dos. En 2010, elle remporte la médaille de bronze du 200 m dos.

## Palmarès

### Championnats du monde
Lors des championnats du monde 2010 de Dubaï, Yanxin Zhou remporte la médaille de bronze du 200 m dos en 2 min 3 s 22.
| Médaille | Compétition | Bassin | Épreuve   | Temps        | Temps intermédiaires            | Lieu           | Date             |
| Bronze   | 2010        | 25 m   | 200 m dos | 2 min 3 s 22 | 29 s 14 31 s 59 31 s 16 31 s 33 | Dubaï (E.A.U.) | 17 décembre 2010 |

## Meilleurs temps personnels
Les meilleurs temps personnels établis par Yanxin Zhou dans les différentes disciplines sont détaillés ci-après.
| Épreuve          | Bassin | Temps         | Compétition                | Lieu           | Date             |
| 50 m nage libre  | 50 m   | 28 s 20       | Championnats du Queensland | Brisbane (AUS) | 17 décembre 2007 |
| 200 m nage libre | 50 m   | 2 min 08 s 73 | Championnats du Queensland | Brisbane (AUS) | 16 décembre 2007 |
| 50 m dos         | 50 m   | 28 s 72       | Championnats de Chine      | Shaoxing       | 1er avril 2009   |
| 100 m dos        | 50 m   | 1 min 00 s 99 | Championnats de Chine      | Shaoxing       | 1er avril 2009   |
| 200 m dos        | 50 m   | 2 min 09 s 64 | Championnats de Chine      | Shaoxing       | 1er avril 2009   |
| 200 m 4 nages    | 50 m   | 2 min 21 s 59 | Championnats du Queensland | Brisbane (AUS) | 17 décembre 2007 |
| 400 m 4 nages    | 50 m   | 4 min 55 s 37 | Championnats du Queensland | Brisbane (AUS) | 21 décembre 2007 |

| Épreuve       | Bassin | Temps         | Compétition                                   | Lieu           | Date             |
| 50 m dos      | 25 m   | 28 s 35       | Championnats de Chine                         | Shanghai       | 8 décembre 2005  |
| 100 m dos     | 25 m   | 59 s 83       | Championnats de Chine                         | Shanghai       | 8 décembre 2005  |
| 200 m dos     | 25 m   | 2 min 03 s 22 | Ch. du monde de natation en petit bassin 2010 | Dubaï (E.A.U.) | 17 décembre 2010 |
| 100 m 4 nages | 25 m   | 1 min 05 s 80 | Championnats de Chine                         | Shanghai       | 8 décembre 2005  |